# Brachyscome diversifolia
Brachyscome diversifolia là một loài thực vật có hoa trong họ Cúc. Loài này được (Graham ex Hook.) Fisch. & C.A.Mey. mô tả khoa học đầu tiên năm 1835.